# Helmut Kremers
Helmut Kremers (24 de març de 1949) és un exjugador de futbol alemany. El seu germà bessó, Erwin Kremers, també va jugar d'internacional alemany, i es van enfrontar regularment. Helmut i Erwin Kremers són els primers bessons que van jugar a la Bundesliga.